# Драже з перцем
«Драже з перцем» (фр. «Dragées au poivre») — французько-італійська кінокомедія режисера Жака Баратьє, що вийшла 4 вересня 1963 року.

## Сюжет
Жерар, молода людина з хорошої сім'ї, яка мріє стати актором. Для цього він ходить всюди за своєю сестрою Фредерікою, яка є прихильницею «сінема-вар'єте».

## У ролях
| Жан Бабілле        | ···· | Оскар               |
| Гі Бедос           | ···· | Жерар               |
| Жан-Поль Бельмондо | ···· | Раймонд             |
| Клод Брассер       | ···· | водопровідник       |
| Француаз Бріон     | ···· | стриптизерка        |
| Софі Дом'є         | ···· | Джекі               |
| Жак Дюфіло         | ···· | Альфонсо            |
| Анна Каріна        | ···· | Джинетт             |
| Жан-П'єр Мар'єль   | ···· | Ракановський        |
| Андре Парізі       | ···· | стриптизерка        |
| Франсуа Пер'є      | ···· | Легран              |
| Жан Рішар          | ···· | Лепете              |
| Симона Синьйоре    | ···· | Женев'єва           |
| Александра Стьюарт | ···· | Анна                |
| Роже Вадим         | ···· | грає самого себе    |
| Ромоло Валлі       | ···· | монсіньйор          |
| Моніка Вітті       | ···· | грає саму себе      |
| Марина Владі       | ···· | дівчина за викликом |
| Елізабет Віньє     | ···· | Фредеріка           |
| Джордж Вілсон      | ···· | Казімір             |
| Паскаль Робертс    | ···· | Спольїарелла        |

## Знімальна група
| Режисер    | ···· | Жак Баратьє                         |
| Сценарій   | ···· | Жак Баратьє, Гі Бедос, Ерік Оллівьє |
| Продюсер   | ···· | Тоніно Черві, П'єр Кальфон          |
| Оператор   | ···· | Анрі Деке                           |
| Композитор | ···· | Ворд Свінгл                         |
| Художник   | ···· | Жак Ноель, Реймонд Габутті          |
| Монтаж     | ···· | Нена Баратьє                        |